# La Platte
La Platte – jednostka osadnicza w Stanach Zjednoczonych, w stanie Nebraska, w hrabstwie Sarpy.